# Samotherium
Il samoterio (gen. Samotherium) è un mammifero artiodattilo estinto, appartenente ai giraffidi. Visse tra il Miocene superiore e il Pliocene (circa 10 - 5 milioni di anni fa). I suoi resti fossili sono stati ritrovati in Europa, Asia e Africa. 

## Descrizione
Questo animale era di grandi dimensioni (il solo cranio raggiungeva una lunghezza di circa 60 centimetri, mentre l'altezza al garrese poteva superare i 2 metri), e la corporatura era relativamente snella. Le zampe erano lunghe e slanciate ma forti, mentre il cranio era allungato e piuttosto simile a quello di un'odierna giraffa. In generale, l'aspetto di Samotherium doveva essere molto simile a quello dell'odierno okapi, ma la corporatura era decisamente più robusta e le dimensioni maggiori.
Le corna (ossiconi) di questo animale erano piccole protuberanze poste sopra le orbite, solitamente dirette verso l'alto e leggermente ricurve all'indietro; i maschi possedevano corna più grandi e ricurve. In una specie cinese (Samotherium sinense) gli ossiconi erano diritti e puntavano verso l'esterno, non verso l'alto; altre specie cinesi (ad esempio S. fuguensis e S. quadricornis) erano dotate di altri due ossiconi diretti in avanti.
La volta cranica era piuttosto larga e dotata di cavità pneumatiche (Forsyth Major, 1891). Queste cavità sono presenti anche nelle odierne giraffe. La dentatura era più specializzata rispetto a quella delle forme di giraffidi più primitivi (come Palaeotragus): i molari, ad esempio, tendevano ad essere più alti (ipsodonti), come nelle forme attuali.

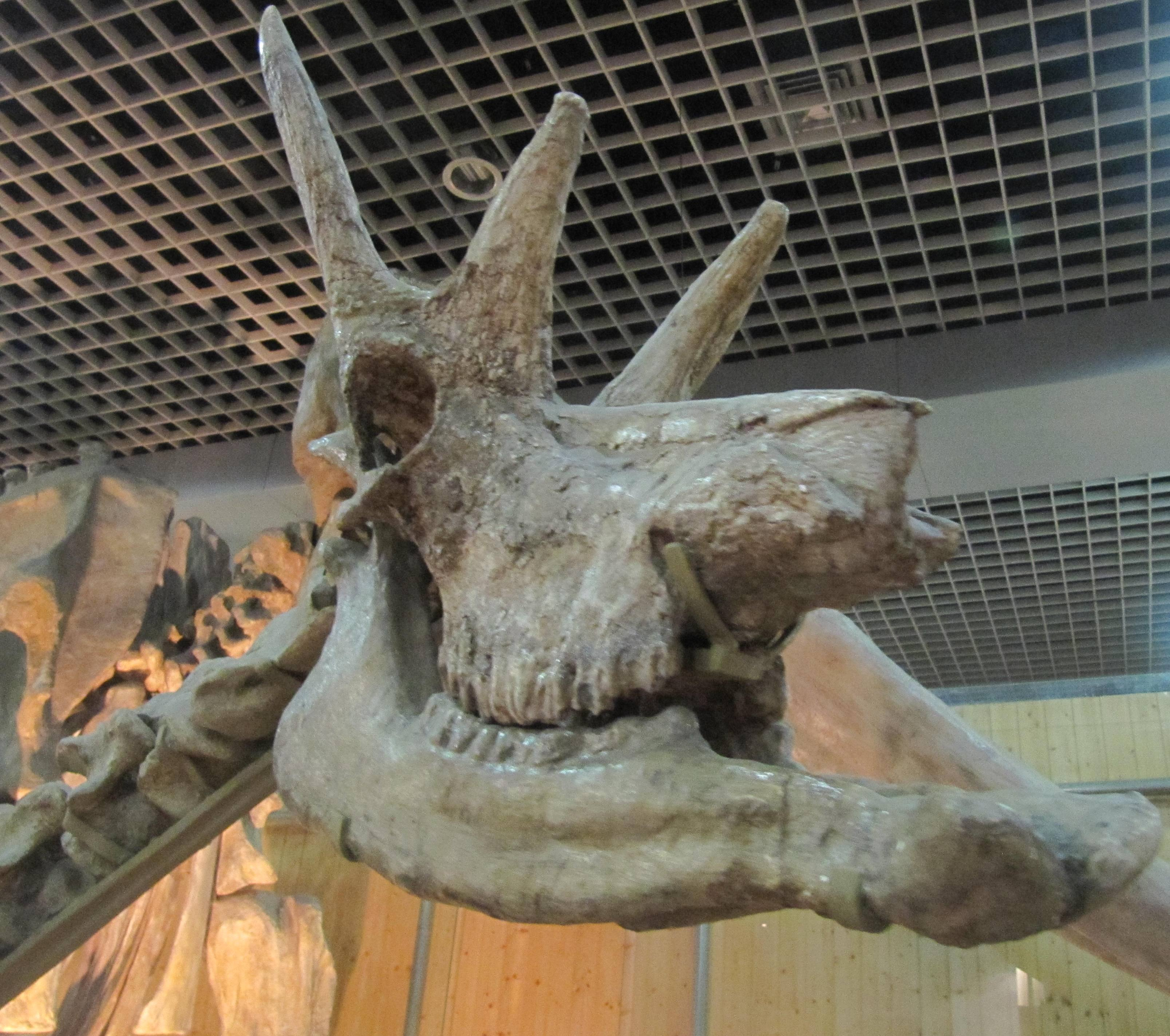
Fossile di Samotherium (=? Shansitherium) tafeli

## Classificazione
Samotherium, descritto per la prima volta nel 1888 da Forsyth Major, fu uno dei primi giraffidi di grandi dimensioni. Si originò da forme più primitive e di dimensioni minori come Palaeotragus nel corso del Miocene, probabilmente in Europa orientale o in Asia meridionale. Successivamente si diffuse in Asia e penetrò anche in Africa, dove si sviluppò con la specie S. africanus, considerato un possibile antenato delle successive forme di giraffidi africani, forse affini all'origine delle vere giraffe. Tra le varie specie di Samotherium sono da ricordare S. boissieri, rinvenuta in Grecia (Samo), e S. neumayri, rinvenuta in Iraq e in Cina e sopravvissuta fino al Pliocene inferiore. In Cina Samotherium andò incontro a una discreta radiazione evolutiva: si conoscono varie specie (S. sinense, S. tafeli, S. fuguensis) dalla particolare disposizione della corna. Alcune specie (in particolare S. tafeli e S. fuguensis) sono considerate da alcuni studiosi come appartenenti a un genere distinto, Shansitherium. Altri studiosi, invece, ritengono che alcune forme cinesi siano da attribuire alla specie S. boissieri. Una forma affine a Samotherium boissieri è stata descritta in Italia meridionale, nella zona di Cessaniti (Marra et al., 2009).
Le cavità pneumatiche presenti nel cranio di Samotherium sono considerate un carattere evoluto dei giraffidi: le forme più antiche come Palaeotragus, infatti, ne erano sprovviste, mentre le giraffe attuali possiedono analoghe strutture. Esse servono ad ingrandire il cranio senza aggiungere massa, si suppone che siano state un importante prerequisito per permettere l'allungamento del collo nei giraffidi. Un aumento dell'ampiezza di questi sinus frontali fu all'origine dello spostamento degli ossiconi, originariamente sopra le orbite e in seguito verso la parte centrale del cranio.

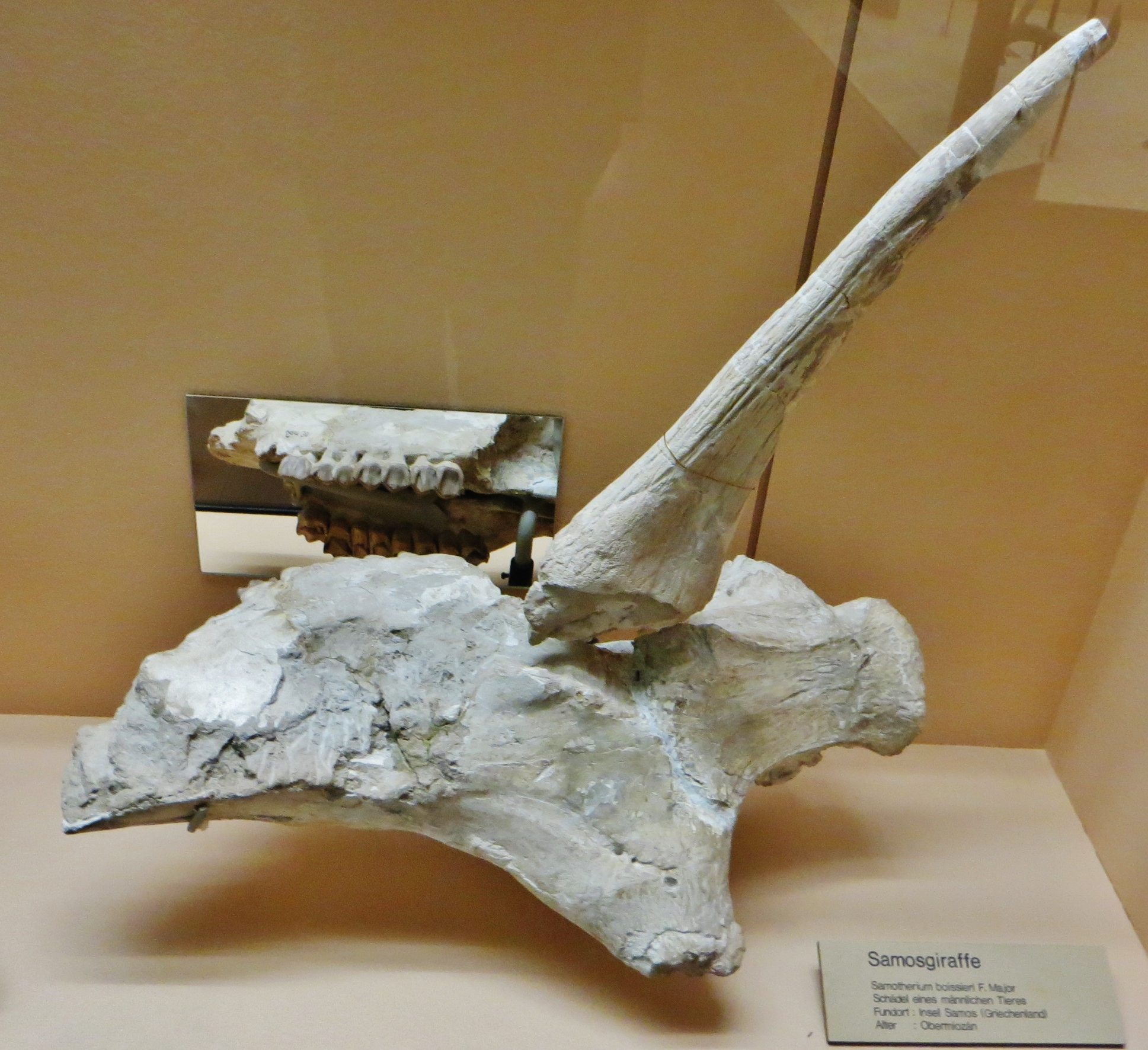
Parte del cranio di Samotherium boissieri

## Curiosità
Su un antico vaso greco è raffigurato ciò che potrebbe essere il cranio di un esemplare di Samotherium, rappresentato come un mostro in combattimento con Eracle (Ellis, 2004).